# Újrakezdés (film, 2019)
Az Újrakezdés (eredeti cím: Adopt a Highway) 2019-ben bemutatott amerikai filmdráma, melynek elsőfilmes rendezője és forgatókönyvírója Logan Marshall-Green. A főszerepben Ethan Hawke látható. Jason Blum a Blumhouse Productions, míg Adam Hendricks és Greg Gilreath a Divide/Conquer nevű cégükön keresztül készítette a filmet.
Világpremierje 2019. március 10-én volt a South by Southwest rendezvényen. Az amerikai mozikban 2019. november 1-jén mutatta be az RLJE Films.

## Cselekmény
Russell Millings középkorú férfi. Az elmúlt 21 évet egy kaliforniai börtönben töltötte marihuána birtoklása miatt. Szabadulása után boldogulnia kell egy olyan világban, amely teljesen megváltozott az 1990-es évekbeli bebörtönzése óta.
Russell egy hamburgerezőben talál munkát. Egy internetkávézóban kutatni kezd 2001-ben elhunyt apja után. Egyik este, miközben bezárja az éttermet, egy elhagyott csecsemőt talál a kukában, egy feljegyzés szerint Ellának hívják. Russell megpróbál maga gondoskodni Elláról, majd kötődni kezd hozzá, mesélve neki apja bélyeggyűjtő hobbijáról.
A csecsemő leesik az ágyról és megsérül, Russell ezért egy klinikára viszi. Ellát elveszik tőle, őt pedig kihallgatja a rendőrség. Ella elvesztése után Russell elutazik a wyomingi Casperbe. A buszon megismerkedik egy nővel, aki meghívja őt magához, ha Russell egyszer Denverbe látogatna. Casperben a férfi ellátogat apja sírjához.
Russell felkeresi a bankot, hogy kinyissa apja széfjét, amelynek kulcsát rá hagyták. A dobozban egy szeretetteljes apai vallomást tartalmazó levél, továbbá értékes bélyegek vannak. Kinyit egy másik raktárt is, ebben apja többi bélyege, illetve ruhái találhatók. A férfi elmegy a Los Angeles-i gyermekjóléti szolgálathoz, meglátogatni Ellát és átadni neki egy borítékot. Ez a lány nevére létrehozott vagyonkezelői alap részleteit tartalmazza, amit majd a 18. születésnapján kell odaadniuk a lánynak. Russell elhagyja Los Angelest, és buszjegyet készül venni. Amikor megkérdezik, hová szeretne utazni, elmosolyodik az előtte álló lehetőségeken.

## Szereplők
| Szerep            | Színész               | Magyar hang         |
| ----------------- | --------------------- | ------------------- |
| Russell Millings  | Ethan Hawke           | Kaszás Gergő        |
| Diane Spring      | Elaine Hendrix        | Dögei Éva           |
| Becca             | Diane Gaeta           |                     |
| Deeks             | Betty Gabriel         |                     |
| Wilson            | Mo McRae              | Varga Rókus         |
| Orankle           | Chris Sullivan        | Petridisz Hrisztosz |
| hajléktalan férfi | Nate Mooney           |                     |
| Jim               | Christopher Heyerdahl | Varga T. József     |
| Tracy Westmore    | Anne-Marie Johnson    |                     |
| Minardi nyomozó   | Milauna Jackson       |                     |
| Cher              | Loni Love             |                     |

## Bemutató
A film világpremierje 2019. március 10-én volt az South by Southwest rendezvényen. Nem sokkal később az RLJE Films megszerezte a film forgalmazási jogait, és 2019. november 1-jén mutatta be a mozikban.

## Fogadtatás
2021 októberében a Rotten Tomatoes weboldalon 69%-os értékelést kapott 32 kritika alapján. Az oldal szöveges összefoglalója szerint: „Az Újrakezdés történetét alaposabban is kidolgozhatták volna, de Ethan Hawke alakítása gyakran elegendő ahhoz, hogy kitöltse a hiányosságokat.” A Metacritic oldalán a film a 100-ból 53 pontot kapott (11 kritika alapján), ami „vegyes vagy átlagos értékelést” jelent.

## Fordítás
- Ez a szócikk részben vagy egészben  az   Adopt a Highway (film) című angol Wikipédia-szócikk ezen változatának fordításán alapul.  Az eredeti cikk szerkesztőit annak laptörténete sorolja fel. Ez a jelzés csupán a megfogalmazás eredetét és a szerzői jogokat jelzi, nem szolgál a cikkben szereplő információk forrásmegjelöléseként.